# Crocodilosa
Crocodilosa Caporiacco, 1947 è un genere di ragni appartenente alla famiglia Lycosidae.

## Distribuzione
Le 5 specie note di questo genere sono state reperite in Africa orientale, Egitto, India e Birmania.

## Tassonomia
Considerato un sottogenere di Ocyale Audouin, 1826 dall'aracnologo Guy in un suo lavoro del 1966.
Non sono stati esaminati esemplari di questo genere dal 1960.
Attualmente, a dicembre 2016, si compone di 5 specie:
- Crocodilosa kittenbergeri Caporiacco, 1947[2] — Africa orientale
- Crocodilosa leucostigma (Simon, 1885) — India
- Crocodilosa maindroni (Simon, 1897) — India
- Crocodilosa ovicula (Thorell, 1895) — Birmania
- Crocodilosa virulenta (O. P.-Cambridge, 1876) — Egitto

### Specie trasferite
1. Crocodilosa emertoni (Gertsch, 1934); trasferita al genere Arctosa C.L. Koch, 1847
2. Crocodilosa guttata (Karsch, 1878); trasferita al genere Ocyale Audouin, 1826
3. Crocodilosa imperiosa (Gertsch, 1933); trasferita al genere Arctosa C.L. Koch, 1847
4. Crocodilosa oraria (L. Koch, 1876); trasferita al genere Tetralycosa Roewer, 1960
5. Crocodilosa parviguttata (Strand, 1906); trasferita al genere Trochosa C.L. Koch, 1847
6. Crocodilosa praetecta (L. Koch, 1875); trasferita al genere Trochosa C.L. Koch, 1847
7. Crocodilosa punctipes (Gravely, 1924); trasferita al genere Trochosa C.L. Koch, 1847
8. Crocodilosa rubicunda (Keyserling, 1877); trasferita al genere Arctosa C.L. Koch, 1847